# أكيكو هاتاناكا
أكيكو هاتاناكا (باليابانية: 畠中亜希子) هي لاعبة هوكي الجليد يابانية، ولدت في 23 أبريل 1975.

## روابط خارجية
- أكيكو هاتاناكا على موقع EliteProspects.com (الإنجليزية)
- أكيكو هاتاناكا على موقع أوليمبيديا (الإنجليزية)